# Kris De Fré
Kris De Fré (Turnhout, 29 december 1961) is een Belgisch voormalig voetballer. Hij speelde als doelman onder meer voor K Beerschot VAC, K Lierse SK en KFC Zwarte Leeuw. In 2002 stopte de Fré met voetballen. 

## Carrière
De Fré verliet in 1985 KFC Poederlee voor Hoogstraten VV en maakte zo de overstap van het provinciale voetbal (Eerste provinciale) naar Bevordering (Vierde klasse). In zijn eerste seizoen bij HVV werd de club kampioen en promoveerde het voor het eerst in haar bestaan naar Derde klasse. Na twee seizoen verliet De Fré Hoogstraten in 1987 om naar de buren uit Rijkevorsel te trekken: het ambitieuze KFC Zwarte Leeuw. De Fré speelde twee seizoenen in het Leeuwenshirt en werd er in 1989 kampioen in Derde klasse. Hij maakte de overstap naar Tweede klasse echter niet mee, want De Fré maakte in de zomer van 1989 een transfer naar eersteklasser Lierse. Na twee seizoenen onder de lat op het Lisp maakte De Fré de overstap naar Beerschot VAC, dat toen net vanuit Eerste klasse naar Derde klasse was teruggezet omwille van financiële problemen. In het eerste seizoen in Derde klasse werd de club kampioen. De overige jaren bij Beerschot bracht de club door in Tweede klasse. In 1995 verliet De Fré het Kiel om opnieuw in Derde klasse te gaan voetballen, in het shirt van Dessel Sport. Ook daar werd De Fré snel kampioen, na twee seizoenen, waardoor hij de laatste vier seizoenen in Desselse dienst weer in Tweede Klasse speelde. Aan het einde van zijn carrière speelde De Fré nog één seizoen voor KSK Hoboken, dat op dat moment uitkwam in Vierde klasse. In 2002 stopte De Fré met voetballen. 